# Luis Alberti (actor)
Luis Alberti (nacido el 30 de octubre de 1981) es un actor mexicano.  Estudió actuación en La Casa del Teatro, y se destacó en la película Eisenstein en Guanajuato,  y posteriormente en la película mexicana Encarnación. En televisión se destacó por series como Rosario Tijeras (2016–2017),  y El César (2017),  y más recientemente por interpretar al cantante mexicano José Guadalupe Esparza, en la serie biográfica Bronco: La Serie. 

## Filmografía

### Cine
| Año  | Título                                | Papel                          | Notas                                               |
| ---- | ------------------------------------- | ------------------------------ | --------------------------------------------------- |
| 2013 | La jaula de oro                       | Man with Machete               |                                                     |
| 2013 | El lado oscuro de la luz              | Celeste                        |                                                     |
| 2014 | Eddie Reynolds y los ángeles de acero | Wedding Groom                  |                                                     |
| 2014 | Carmín tropical                       | Modesto                        | Nominado al Premio Ariel por Mejor actor de reparto |
| 2015 | Eisenstein en Guanajuato              | Palomino Cañedo                |                                                     |
| 2015 | Los Parecidos                         | Policía                        |                                                     |
| 2015 | Una selfie                            | Mandrake                       | Cortometraje                                        |
| 2016 | La caridad                            | Daniel                         |                                                     |
| 2017 | Encarnación                           | Ezequiel                       | Cortometraje                                        |
| 2017 | Pico de Orizaba                       | Desconocido                    | Cortometraje                                        |
| 2017 | Otro muerto                           | Lázaro                         | Cortometraje                                        |
| 2017 | Oso polar                             | Gerente de tienda de abarrotes | [ 6 ]                                               |
| 2018 | La culpa                              | Unknown                        | Cortometraje                                        |
| 2018 | Luciérnagas                           | Guillermo                      |                                                     |
| 2019 | Love Me Not                           | Hiroshima                      |                                                     |
| 2020 | Mano de Obra                          | Francisco                      | Ariel al mejor actor                                |
| 2020 | Te llevo conmigo                      | Cucusa                         |                                                     |
| TBA  | The Blue Mauritius                    | Dominique Díaz                 | en producción                                       |
| 2025 | Contraataque (Netflix)                | Capitán Guerrero               |                                                     |

### Televisión

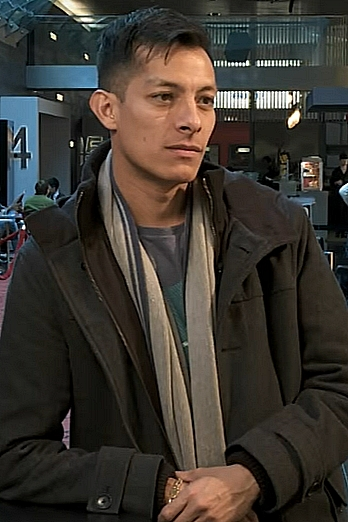
Alberti en entrevista sobre la película Eisenstein en Guanajuato

| Año             | Título                    | Papel                  | Notas                                                         |
| --------------- | ------------------------- | ---------------------- | ------------------------------------------------------------- |
| 2011            | El Equipo                 | El Yayo                | Episodio: "La escritora"                                      |
| 2012            | Pacientes                 | Guitar seller          | Episodio: "Todos se van"                                      |
| 2013            | La vida de una diva       | Palillo                | 1 episodio                                                    |
| 2014            | Crónica de Castas         | El Pollo               | 2 episodios                                                   |
| 2014            | Sr. Ávila                 |                        | 2 episodios                                                   |
| 2014            | Yo no creo en los hombres | Desconocido            | 9 episodios                                                   |
| 2015            | Como dice el dicho        | Roco                   | Episodio: "El que calla, otorga"                              |
| 2016            | Perseguidos               | Ramos                  | 5 episodios                                                   |
| 2016–2017; 2025 | Rosario Tijeras           | Brandon López Morales  | Personaje principal (temporada 1); 58 episodios (temporada 4) |
| 2017            | El César                  | Maiko                  | Recurrente; 27 episodioss                                     |
| 2018            | El secreto de Selena      | Gustavo                | Episodio: "Atrapada"                                          |
| 2018            | Narcos: Mexico            | Verdin                 | 2 episodios                                                   |
| 2019            | Jugar con fuego           | Poncho                 | Personaje principal; 9 episodios                              |
| 2019            | Bronco: The Series        | José Guadalupe Esparza | Estelar; 13 episodes                                          |
| 2020            | Enemigo íntimo            | Javier Rivera          | Estelar (temporada 2)                                         |